# Квицинский, Михаил Онуфриевич
Квицинский Михаил Онуфриевич (1823 — не ранее 1874) — военный деятель, участник Кавказской войны. 

## Биография
Старший сын героя Восточной (Крымской) войны (1853—1856), ген.-лейтенанта Онуфрия (Ксенофонта) Александровича Квицинского. Брат майора, председателя полкового суда 40-го Колыванского пехотного полка А. О. Квицинского, и генерала от инфантерии, почётного опекуна И.-И. О. Квицинского. Из дворян Виленской губернии. Католик. Воспитывался в частном пансионе.
С 12.10.1841 вступил в военную службу унтер-офицером Тарутинского Егерского полка; 6.01.1842 пожалован юнкером; 8.03.1843 – портупей-юнкером. Прапорщиком «за отличие по службе» с 1.10.1843; с 13.02.1844 назначен и. д. батальонного адъютанта; с 9.02.1845 – и. д. полкового адъютанта; 25.07.1845 пожалован в подпоручики.
С 14.02.1846 переведён в Егерский, Его Императорского Высочества, Великого князя Михаила Павловича полк; 28.03.1846 прибыл в полк. С 1843 года, до военных действий 1854 в Крыму, полк квартировал в г. Калязине Тверской губернии, «переходя, для занятия караулов, в Москву, по очереди с другими полками», и находился в военных походах в составе резервных войск. С 21.04.1847 Квицинский назначен и. д. полкового жолнёрного  офицера. С 13.09.1847 по 28.12.1848 - командирован в Образцовый пехотный учебный батальон. С 28.10.1847 за отличие по службе произведен в поручики. Пожалование состоялось после проведения лагерных сборов полка на Ходынском поле в Москве, когда полк «представлялся на смотру Государю и удостоился похвалы; в награду пожаловано нижним чинам по 50 коп., а рекрутам по 20 коп. на человека; многие из офицеров также удостоились получения наград»
Егерский пехотный полк входил в состав 16-й пехотной дивизии. В связи с начавшимся в 1848 восстанием и войной в Венгрии и Австрии, дивизия получила приказ выдвинуться к западной границе Российской империи. С 30.04.1849 Квицинского назначают и. д. жолнёрного дивизионного офицера 16-й пехотной дивизии, командиром которой, в чине ген.-лейтенанта, служил его прославленный отец. С 15 мая по 17 августа 1849 состоит в походной армии к западным границам империи: 15.05.1849 полк выступил в поход «двумя эшелонами и, через Вязьму, Дорогобуж, Ельню, Рославль, Чириково, в двадцатых числах июня прибыли в окрестности Гомеля». С 23.06.1849 Квицинский, за отличие по службе, пожалован штабс-капитаном. В Гомеле штаб полка простоял до сентября 1849 и, в связи с окончанием Венгерской кампании, вернулся сначала в Рославль, а летом следующего года - к Смоленску, где были назначены лагерные сборы 16-й пехотной дивизии. С 13.08.1850 сдал должность жолнерного офицера и назначен и. д. бригадного адъютанта 16-й пехотной дивизии, а полк переходит на зимние квартиры в Москву, в Спасские казармы. 9 сентября 1850 Квицинский утверждён в должности бригадного адъютанта дивизии, а 10 сентября полки 16-й пехотной дивизии в Москве на Ходынском поле были представлены на Высочайший смотр государя, в том числе и Углицкий пехотный (егерский) полк.
В тот же день – 10 сентября 1850, в Москве П. Н. Худеков, старший брат будущего сотрудника Ильи Арсеньева и будущего владельца «Петербургской газеты» Сергея Худекова, по смотру, вступает в военную службу унтер-офицером Углицкого пехотного (егерского) полка. Вместе с ним в тот же полк вступает в службу и второй брат Сергея Худекова – В. Н. Худеков. Оба брата, под командой ген.-лейтенанта О. А. Квицинского, отличились в Крымской войне в сражении на Альме, в котором генерал получил тяжелое ранение и был зачислен в запас, а при обороне Севастополя Павел был ранен, Василий погиб. 10 (22) сентября 1850 произошло пересечение судеб дворян виленских Квицинских, московских Арсеньевых и рязанских Худековых. Именно на деньги супруги штабс-капитана М. О. Квицинского в ноябре 1866 журналистом И. А. Арсеньевым учреждена и в первое время будет издаваться «Петербургская газета», первый номер которой вышел 1 января 1867. Вскоре жена Михаила Квицинского выкупит Арсеньева из долговой тюрьмы, разведется с Квицинским и повенчается с Арсеньевым. В 1871 владельцем «Петербургской газеты» станет сотрудник Арсеньева - С. Н. Худеков.
С 20.09.1851 Квицинский пожалован, за отличие по службе, в капитаны. С 19.01.1852 переводится в Гусарский, Его Императорского Высочества, Великого князя Константина Николаевича полк, с переименованием в чин ротмистра. С 21.01.1852 отчислен во фронт от должности бригадного адъютанта. По распоряжению начальства, не прибывая в расположение полка, с 21 января по 1 ноября 1852 командирован в Образцовый кавалерийский полк (впоследствии Образцовый кавалерийский эскадрон), созданный в С.-Петербурге для обучения кадра армейской кавалерии. С 1.11.1852 прибыл обратно в полк. С 20.12.1853 назначен командующим 3-м эскадроном, утверждён в той должности 6 мая 1854.
В боевых действиях по защите Крыма и Севастополя Михаил Квицинский, в отличие от отца и брата - Антона, прямого участия не принимает. Его полк в составе войск генерала Ридигера был направлен на охрану от вторжения союзников западных границ империи в Царство Польское и находился в городах Лухове, Седлеце и Конине. За несение службы по охране западных границ империи в период Крымской войны Квицинский был награжден светло-бронзовой медалью «В память войны 1853-1856 годов», на Андреевской ленте.
С 22.06.1855 уволен от службы «по болезни», с мундиром и присвоением чина майора. С 4.12.1855 вновь принят в военную службу - в прежнем чине ротмистра, со старшинством в чине с 2.03.1852, в Новоархангельский уланский полк. 5 (17) февраля 1856 прибыл в полк.
С 9.11.1856, в связи с расформированием полка, переведён в Северский драгунский Его Императорского Высочества Наследника Цесаревича полк, с переименованием в капитаны. 3 (15) марта 1857 прибыл в полк. С 8.03.1857 назначен командующим 2-м дивизионом полка.  С 21.06.1857, на время военных действий на Кавказе, прикомандирован к штабу 21-й пехотной дивизии. 23 ноября (5 декабря) 1857 прибыл обратно в полк. С 30.11.1857 назначен командующим 1-м эскадроном. 21 июля (2 августа) 1858 произведён, за отличие против горцев, в чин майора, со старшинством с 5.10.1857. С 8.11.1858 по 20.02.1859 – командующий 1-м дивизионом; с 7 июня по 16 октября 1859 – командующий 2-м дивизионом.
По распоряжению начальства, с 13.01.1861 переводится в Смоленский уланский Его Императорского Высочества Наследника Цесаревича полк. 24 января (5 февраля) 1861 прибыл в полк; с 6-го августа того же года назначен командиром 1-го эскадрона, с 21 августа – командиром 1-го дивизиона, с утверждение в тех должностях с 1 августа 1862.
В период вооруженного восстания 1863-1864 в Царстве Польском, Смоленский уланский полк находился в составе войск Варшавского военного округа, 2-й кавалерийской дивизии, квартировал в г. Мендзыржец, с 5 января 1863 по 1 мая 1864 действовал против польских повстанцев в Люблинской губернии. Квицинский принимал активное участие в тех сражениях. С 30 июля (11 августа) 1863 пожалован, за храбрость, в чин подполковника, со старшинством с 23.04.1863; в следующем – 1864, награждён золотым оружием и орденом Св. Станислава 2 степени.
После разгрома основных повстанческих сил, с 18 (30) марта 1864 сдал 1-й эскадрон и назначен состоять младшим штаб-офицером полка, по хозяйственной части. В 1865 Смоленский уланский полк перешел на квартиры в г. Хораль, Харьковского военного округа. С 1.01.1867 Квицинский утверждён в должности помощника командира полка, по хозяйственной части, и с того же - 1.01.1867, Илья Арсеньев, на средства супруги Квицинского, начинает издавать «Петербургскую газету».
С 8 января по 19 марта 1869 – прикомандирован к Главному штабу, для письменных занятий. Командировка была связана не столько со служебной, сколько с семейной необходимостью. Находясь в С.-Петербурге, в этот период развелся с первой супругой, и вступил во второй брак.
7 (19) апреля 1869 прибыл обратно в полк; с 8.04.1869 назначен на должность помощника командира полка, по строевой части; 25.06.1869 утверждён в той должности; с 6 апреля по 16 мая 1871 - командирован временным членом в Полтавский временный военный суд. С 20 мая (1 июня) 1871 произведён, за отличие по службе, в полковники. В следующем - 1872, дважды, с 6 февраля по 16 марта, и с 7 октября по 4 ноября, командирован временным членом в Полтавский временный военный суд. С 1 сентября по 30 октября 1873 был в 2-месячном отпуске для излечения болезни в Пруссии и Австрии. С 27 марта (8 апреля) 1874 уволен от службы, по болезни, с мундиром и с пенсионом высшего оклада. Указом от 29 марта (10 апреля) 1874 пожалован орд. Св. Анны 2 степени, что в послужном списке не отражено.  

### Походы
*Венгерское восстание (1848-1849). Кампания 1849 – с 15 мая по 17 августа. В походной армии к западным границам Российской империи.
*Кавказская война. Кампания 1857 - с 15 июня по 17 ноября. Участие в походе Салато́вского отряда, собранного в укреплении Евгеньевское, под командованием начальника 21-й пехотной дивизии и войсками в Прикаспийском крае, ген.-лейтенанта кн. Г. Д. Джамбакуриан-Орбелиани, а затем принявшего командование той дивизией и войсками в Прикаспийском крае, барона А. Е. Врангеля. В задачу отряда входило возведение штаб-квартиры Дагестанского пехотного полка на месте аула Старый Буртунай в Салагвии, на склонах знаменитого Теренгульского оврага. Во время этого похода Квицинский принимал участие в многочисленных боях и стычках с горцами, перечь которых занимает в его послужном списке несколько страниц. За участие 5 (17) октября 1857 в кровопролитном штурме аула Новый Буртунай, 5 (17) марта 1858 объявлено Монаршее благоволение. За то же отличие 21 июля (2 августа) 1858 произведён в чин майора, со старшинством с 5 (17) октября 1857.
*Кавказская война. Кампания 1858 – с 24 мая по 26 августа. Участие в походе Дагестанского отряда Салато́ва, собранного для окончательной постройки штаб-квартиры Дагестанского пехотного полка и укрепления Буртуная, во время которого Квицинский принимал участие в многочисленных боях и стычках с горцами: в делах 24.05.1858; 4, 17, 19 и 24.06.1858; 21-24 и 26.08.1858.
*Кавказская война. Кампания 1859 – с 25 мая по 1 сентября. Участие в походе в долину Андийского Койсу в составе главного Дагестанского отряда, под командованием ген.-адъютанта барона А. Е. Врангеля. С 10.08.1859 служит под личным начальством наместника Кавказа, главнокомандующего Кавказской армией, генерала от инфантерии кн. А. И. Барятинского. В делах при блокаде, штурме аула Гуниб и пленении имама Шамиля.
*Польское восстание. Кампания 1863 – с 5 января по 11 ноября. Командовал сводным отрядом в сражении 23.04.1863 в лесу около д. Утрувка против отряда польских мятежников численностью свыше 600 человек, при нескольких орудиях, за что пожалован чином подполковника. Об этом сражении и Квицинском писали столичные газеты. В течение ноября 1863 сводный отряд под его командованием участвовал в боях с крупными отрядами польских повстанцев под командованием: Карла Крысинского - сына табачного ревизора в Мендзыржице, после подавления восстания бежавшего в Париж;  Руцкого [Рудзского] Юзефа Владиславовича [Иосифа-Владислава] - бывшего австрийского офицера, адъютанта генерала Бема в 1848-1849 годах, назначенного Люблинским и Грубешевским повстанческим воеводой, жившего после восстания в эмиграции;  Леневского [Ленецского] Юзефа, отряд которого был окончательно разбит в феврале 1864 года, а сам Леневский повешен; Юзефа Козловского, взятого в плен в январе 1864 года при д. Родзялы, бывшего начальником отряда, перешедшего под его командование от бежавшего в Галицию одного из крупных командиров повстанцев Цешковского Каетана [Цвека], - и других, более мелких повстанческих отрядов, в окрестностях деревень Люблинской губернии: Коляно, Рудки, Ловче, Малое Савино, Андржеево и Вытычно. За отличие в тех делах награжден золотым оружием.

### Награды
- Высочайшее благоволение (21.11.1850) – за отлично-усердную и ревностную службу;
- Высочайшее благоволение (5.03.1858) – за отличие в сражениях против горцев;
- Чин майора (21.07.1858; ст. 5.10.1857) – за отличие в сражениях против горцев;
- Святая Анна 3 степени с мечами и бантом (25.08.1859) – за отличие в сражениях против горцев;
- Чин подполковника (30.07.1863; ст. 23.04.1863) – за храбрость, проявленную в бою, происшедшем 23.04.1863 при д. Утрувка против отряда польских мятежников численностью свыше 600 человек, при нескольких орудиях;
- Золотая сабля с надписью – «За храбрость» (30.05.1864) – за храбрость, оказанное в сражениях с польскими мятежниками в ноябре 1863: 6-го при д. Коляно; 8-го при д. Рудки; 9-го между деревнями Ловча и Савиным; 11-го между деревнями Андржеево и Вытычно;
- Святой Станислав 2 степени (12.06.1864) – за отличие по службе;
- Святой Станислав 2 степени с императорской короной (3.05.1868) – за отличие по службе;
- Святой Владимир 4 степени, с бантом (25.01.1871) – за беспорочную 25-летнюю выслугу в офицерских чинах;
- Святая Анна 2 степени (29.03.1874) - в воздаяние отлично-усердной и ревностной службы;
- Светло-бронзовая медаль «В память войны 1853-1856», на Андреевской ленте (1856);
- Серебряная медаль «За покорение Чечни и Дагестана в 1857, 1858 и 1859» (1859);
- Серебряный крест «За службу на Кавказе.1864» (1864);
- Светло-бронзовая медаль «За усмирение польского мятежа. 1863-1864» (1865).

## Семья и декабристы
Полковник М. О. Квицинский первым браком был женат на девице Елизавете Борисовне Пестель (1828-1914), дочери олонецкого, смоленского, слободско-украинского и владимирского вице-губернатора Б. И. Пестеля и родной племянницы предводителя декабристов П. И. Пестеля. Брак бездетен.
В биографических словарях и энциклопедиях, различных публикациях, до настоящего времени безосновательно бытует миф о том, что Е. Б. Пестель была женой ген.-лейтенанта О. А. Квицинского, матерью его сыновей, в том числе матерью генерала от инфантерии И.-И. О. Квицинского. Например, в Википедии — здесь. Ген.-лейтенант О. А. Квицинский был женат на католичке, девице Каролине-Екатерине-Августине Хелковской, которая жила в Москве, в Хамовнической части. В браке имели сыновей: полковника Михаила, майора Антона, генерала от инфантерии Иосифа-Игнатия, и дочь – Софию-Августину, в замужестве фон Гроффе (фон Грофе). Она с 1847 была замужем за инженер-капитаном, впоследствии инженер-подполковником, начальника VIII отделения IV округа путей сообщения (Воронежская губ.) и чл. Воронежского губ. стат. к-та, затем помощника инспектора Варшаво-Венской, Бромбергской, Тереспольской и Лодзинской железных дорог Густавом Александровичем фон Гроффе (1816-1874);  их сын и внук генерала О. А. Квицинского Густав Густавович фон Гроффе (26.09.1848, Москва – 26.06.1895, Юрьев) – коллежский советник, педагог. Магистр математики, приват-доцент и ассистент астрономической обсерватории, доцент кафедры прикладной математики физ.-мат. ф-та Юрьевского (Дерптского) у-та (1888-1895). Автор научных трудов. Читал курсы аналитической геометрии и упражнений в решении задач по высшему анализу. Кавалер орд. Св. Станислава 3 ст. (26.12.1893).Член кассы взаимопомощи при О-ве для пособия нуждающимся литераторам и ученым.  
Родители Квицинского, генерал О. А. Квицинский и его супруга – Каролина Августиновна, владели имением Малиники, в Бельском уезде, Белостоцкой области и Гродненской губерний, в котором им принадлежало, согласно 8-й ревизии, 37 муж. пола душ крестьян и до 200 десятин земли. По купчей от 19 января 1843, писанной в Белостоцкой палате гражданского суда, они продали это имение помещику Станиславу Антонову Курженецкому, за 5000 руб. серебром.
Материалы агентурных донесений архивов тайной полиции и процессы уголовного департамента С.-Петербургского окружного суда за 1850-1860 годы свидетельствуют, что Е. Б. Пестель, будучи женой ротмистра М. О. Квицинского, на протяжении многих лет состояла в близких отношениях с журналистом И. А. Арсеньевым, внебрачным сыном московского сенатора, тайного советника А. А. Арсеньева. В 1866 она выделила ему средства на учреждение и издание «Петербургской газеты». В 1867 она же выступила в заседаниях С.-Петербургского окружного суда поручителем и предоставила своё недвижимое имение, унаследованное от декабриста П. И. Пестеля, в качестве залога для погашения долга И. А. Арсеньева. Воспользовавшись дружбой с Михаилом и Платоном Платоновичами Митьковыми, сыновьями статского советника Платона Фотиева Митькова и племянниками декабриста М. Ф. Митькова, близкого друга и соратника П. И. Пестеля, она же, в том же – 1867, организовала сбор средств среди членов привилегированного С.-Петербургского Английского собрания, на выкуп своего возлюбленного из долговой тюрьмы, в которой Арсеньев оказался на два года по иску её родной сестры — Екатерины Борисовны Отт. Титулярная советница Екатерина Борисовна Пестель, в замужестве Отт, на протяжении десяти лет пыталась разрушить внебрачные отношения своей сестры с Арсеньевым и упрятать его в тюрьму. Когда вышеуказанные обстоятельства стали гласными, предметом светских и газетных сплетен, а подполковница Елизавета Борисовна Квицинская открыто переехала жить в квартиру Арсеньева, подполковник М. О. Квицинский потребовал развода.  
Получив его, в феврале 1869 он вторым браком женился на девице Анне Ивановне Романович (15.06.1849 -?), дочери умершего ген.-лейтенанта, георгиевского кавалера Ивана Игнатьевича Романовича (?-до 1869) и его жены - девицы Екатерины Михайловны Протасьевой (?-9.12.1887). Ген.-лейтенантша вдова Е. М. Романович, из древнего рязанского рода Протасьевых, была богатой помещицей. По линии матери (Елизаветы Петровны Дубовицкой (1791-1848)) и отца (статского советника Михаила Фёдоровича Протасьева (1778-1848)) ей принадлежали крупные имения в Тамбовской (Моршанского уезда), Саратовской (Петровского уезда) и Пензенской (Керенского уезда) губерниях, в коих было свыше двух тысяч крепостных душ муж. пола, которые наследовала её дочь - Анна Ивановна Квицинская. От второго брака с Романович полковник М. О. Квицинский имел сына – Михаила (20.06.1871-?), и дочь – Елену (30.03.1870-?). 
Его бывшая жена – Е. Б. Квицинская, тогда же – в 1869, вторым браком вышла замуж за Илью Арсеньева, для которого брак с ней также стал вторым. Этот брак был бездетен. Овдовев после смерти И. А. Арсеньева (а не генерала О. А. Квицинского), Елизавета Борисовна Арсеньева жила в С.-Петербурге, где была совладелицей доходного дома в Канонерском пер., Коломенской части, совместно с артиллерии ген.-майором, профессором Михайловской артиллерийской академии В. А. Пашкевичем и др. лицами.
Для семьи Квицинских подобный любовный треугольник стал не единственным, но он имел вполне счастливый, в смысле нравственных и юридических норм, финал. В отличие от другого любовного треугольника. Если М. О. Квицинский вступил во второй брак законно, получив развод с Е. Б. Пестель, которая также, на законных основаниях, вступила во второй брак с И. А. Арсеньевым, для которого это тоже было законным вторым венчанием, то судьба младшего брата Квицинского - майора Колыванского пехотного полка А. О. Квицинского, опозорившего семью, была трагична. Его предали военному суду, лишили прав и преимуществ, приобретенных военной службой, особенных прав и преимуществ дворянства (но оставили воинский чин), за вступление во второй брак при наличии первой живой супруги, и предоставлении, при этом, подложного свидетельства о её кончине, а также в подлоге по службе.